# Risikovurdering
Risikovurdering er en vurdering af risici i forbindelse med en aktivitet.
Aktiviteten kan være en investering, et projekt, en rejse etc. Risikovurderinger er en struktureret fremgangsmåde, hvor vurderingen af risici bliver så objektivt som muligt. Risici er populært sagt fremtidige problemer, som ikke har vist sig endnu. Da man ikke kan se ind i fremtiden, må risikovurderinger derfor altid være en kombination af erfaringer, forestillingsevne og følelser og fornemmelser.
Fremgangsmåden ved risikovurderinger er:
1. Identifikation af risici
2. Vurdering af risici
3. Handlinger mod risici
4. Opfølgning